# Giacinto Caramia
Giacinto Caramia (Napoli, 7 luglio 1923 – 21 dicembre 2015) è stato un violoncellista italiano.

## Biografia
Figlio d’arte di madre (Jolanda Franchino) arpista e padre (Francesco Caramia) e nonno materno (Giacinto Franchino) primi oboi del Teatro di San Carlo di Napoli. All’età di sei anni, su dispensa speciale di Francesco Cilea, direttore del Conservatorio di musica San Pietro a Majella inizia lo studio del violoncello.
Viene successivamente affidato al violoncellista Giuseppe Martorana sino al compimento del quinto anno.
Arturo Bonucci (senior) lo guida sino al diploma conseguito nel Giugno del 1938.
A 10 anni frequenta già i corsi dell’Accademia Chigiana.
Successivamente suona da solista e con l'Orchestra Alessandro Scarlatti di Napoli nelle principali città italiane.
Vince tutti i concorsi nazionali di La Spezia, Bologna, Napoli e per ultima la Super Rassegna a Roma nel 1942 confrontandosi con i vincitori delle rassegne precedenti.
Dopo il diploma di composizione, Enrico Mainardi lo porterà a conseguire nel Giugno del 1942 il Diploma di Perfezionamento presso l’Accademia di Santa Cecilia in Roma con la votazione di 10 decimi.
Dall’ottobre del 1942 è Primo Violoncello dell’orchestra del Teatro di San Carlo di Napoli, incarico che lascerà nel 1948 per formare con i violinisti Renato Ruotolo, Mario Rocchi, il violista Giovanni Leone ed il Violoncellista Enzo Altobelli, quello che sarà il nucleo dell’Orchestra Alessandro Scarlatti di Napoli che debutterà il 6 Gennaio 1949 e nella quale occuperà stabilmente il ruolo di Primo Violoncello sino al 1984.
Vince nel 1947 il concorso di Monaco di Baviera e Berlino.
Ha suonato come solista diretto da Antonino Votto, Vittorio Gui, Armando La Rosa Parodi, Fernando Previtali, Franco Caracciolo, Daniel Oren, Sergiu Celibidache, sotto la cui direzione eseguì il Concerto per violoncello e orchestra di Schumann (incisa dalla Archipel)
Solista ed interprete di prime esecuzioni di musiche a lui dedicate, nonché componente dell'ensemble I Virtuosi di Roma per molti anni, viene invitato dal violinista Franco Gulli e dal violista Bruno Giuranna a far parte del Trio Italiano D’Archi.
Si esibiranno per diciassette anni nelle principali sale da concerto del mondo.
Il Trio Italiano d'Archi è l’unico complesso italiano che viene invitato dalla Deutsche Grammophon prestigiosa casa discografica tedesca per l’incisione dei Trii per archi di Beethoven in occasione dell’Opera Omnia del Grande di Bonn.
Del Trio Italiano d'Archi esiste anche la registrazione dei Contrappunti per trio e orchestra di Giorgio Federico Ghedini.
Due volte premiato dalla critica discografica, per l’incisione di un disco dell’Angelicum e per i Trii di Beethoven.
Docente per concorso per titoli ed esami alla Cattedra di violoncello del Conservatorio di Salerno per circa trent’anni. È stato membro dell'Accademia di Santa Cecilia.
Docente per ventuno anni ai Corsi di Qualificazione Professionale della Scuola di Fiesole, ancora a Palermo per l’Ars Nova, a Santa Cecilia per l’Orchestra Giovanile, a Genova per il Conservatorio Paganini.
È stato direttore artistico dell’Associazione Professori Orchestra Scarlatti, de I Solisti Italiani e dell’Unione Musicisti Napoletani ed era Presidente della Fondazione Pasquale Di Costanzo, ente che bandisce concorsi per piccoli musicisti e giovani cantanti lirici ora fusa nella Fondazione di Comunita San Gennaro che persevera analoghi obiettivi attraverso l’Orchestra Giovanile Sanitansamble, del rione Sanità a Napoli.
Cittadino onorario di Montalto Ligure (IM) e con radici a Martina Franca (TA), Città natia del padre Francesco trasferitosi a Napoli per lo studio dello strumento ed amato luogo di vacanza di tutta l’infanzia. Grande appassionato di strumenti musicali, ne collezionava pezzi rari.